# أم-11 شتورم
M-11 SHTORM بالروسية (« М-11 Шторм ») من تصميم حلف شمال الناتو ،هونظام من نوع صاروخ أرض-جو روسي الصنع.

## تاريخه
تم  صنعه  بطريقة قانونية  وموسومة بالرمز no 846-382 تحت توصيات وزارة الاتحاد السوفيتي، أعمال التحميل والانتشار لهذا النظام تمت الموافقة عليها بتاريخ 25 يوليو1959 وتمة هذه العملية في معهد البحث العلمي الذي كان يعمل سابقا على نظام M-1 Volna (OTAN : SA-N-1) .

## المواصفات

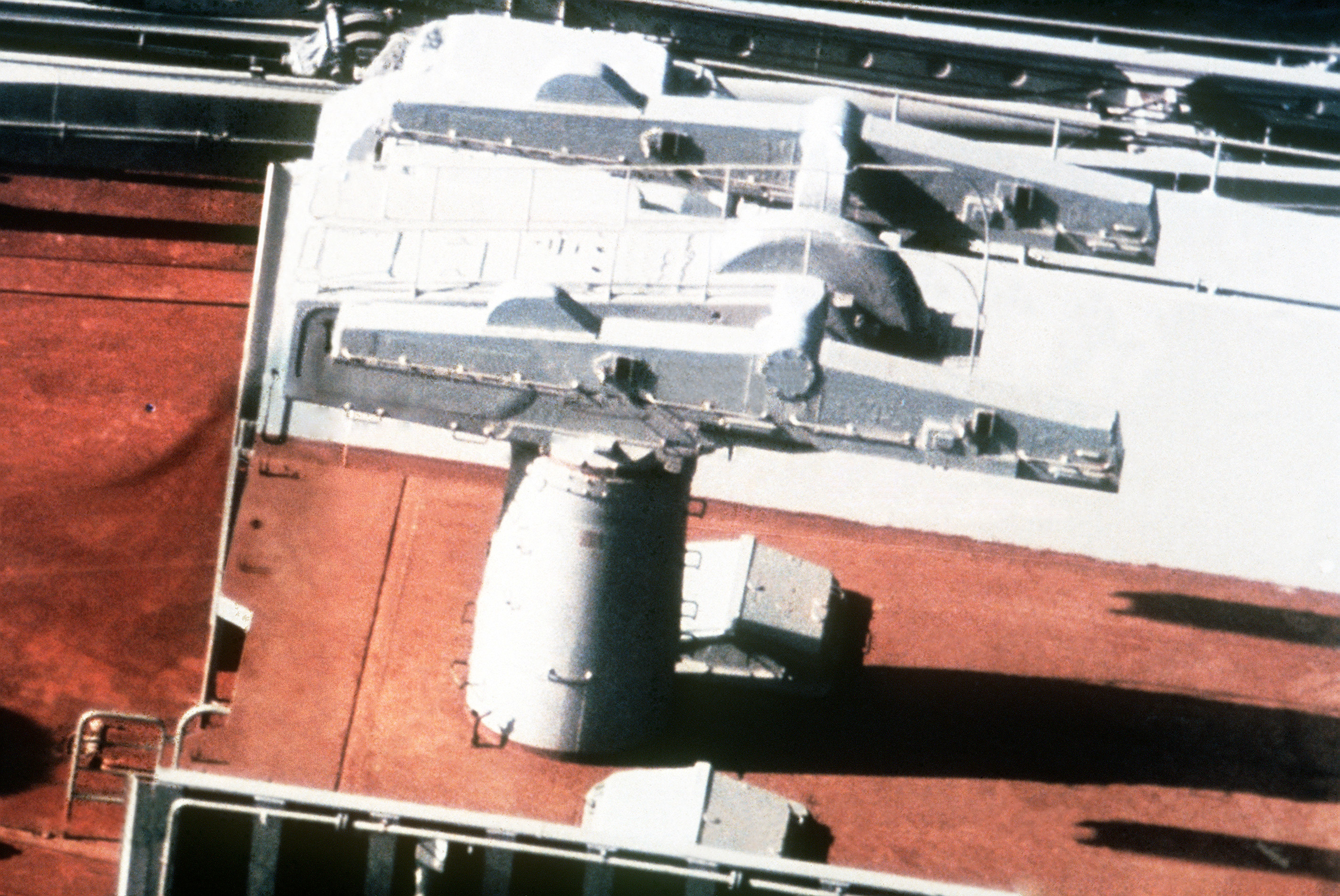
نظام M-11

الإصدار الأخير لهذا النظام تم تجهيزه بصواريخ V-611 التي من تصميم 4K60 M-11 schtorm من طرف الروس، وقد قام الناتو بتصميم  4K60 M-11 schtorm-N الإصدار الأخير والأفضل.

### خواص هذا النظام
لديها ماصورة بطول 6.10 متر وكتلتها 1800 كيلو غرام. ولديها صواريخ ذو وقود صلب وتطير على مسافة تقدر ب 2.2 ماخ ويصل مداها حوالي 33 كيلو متر وسرعة انطلاقها تصل إلى 1200 متر بالثانية وقوتها التفجيرية تصل إلى حدود 40 متر من مكان السقوط

## الإصدارات
- 4K60 M-11 schtorm
- 4K60 M-11 Shtorm-M
- 4K65 M-11 Shtorm-N

## الدول التي تستخدمها

### سابقا
الاتحاد السوفيتي

### لاحقا
روسيا